# 前川勝彦
前川 勝彦（まえかわ かつひこ、本名:前川 克彦（読み同じ）、1978年9月25日 - ）は、大阪府大阪市大正区出身の元プロ野球選手（投手）。左投左打。

## 来歴

### プロ入り前
小学1年生の時に軟式野球を始め、5年生でリトルリーグへ転向する。PL学園高校時代は1995年と1996年の全国高等学校野球選手権大会に出場。PL学園では2学年上に大村三郎（サブロー）が、1学年上に福留孝介が、2学年下に上重聡（のち日本テレビアナウンサー、2024年4月以降はフリーアナウンサー）・平石洋介・大西宏明がいた。1996年度ドラフト会議では地元球団でもある近鉄バファローズから1位指名で交渉権を獲得。契約金1億円、年俸840万円（金額は推定）で合意。

### 近鉄時代
1997年7月1日にプロ初登板を果たすが出場機会に恵まれなかった。
入団2年目の1998年は中継ぎで1試合に登板したが、1アウトも取れず降板。同年はこの1試合の登板に終わった。オフの12月1日には、設定された契約更改交渉をすっぽかし、球団関係者の問いに、「11月31日（11月は30日までしかない）と勘違い」「(11月が30日までしかないことを問われ）事務所の予定表に11月31日まで書いてあったから」と弁解。この一件で運転免許証を球団預かりにされ、外食禁止、寮の掃除当番のペナルティーが課せられた。
1999年5月4日の西武ライオンズ戦でプロ初先発を務めたが、打者4人に対して制球難から3四球、さらに犠打を安打にしてしまう散々な内容で、僅か18球で降板した。9月23日の西武戦で2度目の先発登板を果たすと、プロ初勝利を初完投勝利で飾り、続く9月30日の福岡ダイエーホークス戦でも8回4失点ながら勝利投手となった。最終的にこの年は15試合に登板し、2勝を挙げた。
2000年に登録名を縁担ぎから前川勝彦に変更すると頭角を現し、チーム最多の8勝(四球数と敗戦数はこの年のリーグワースト)、リーグ最多の8完投(イニング数はこの年のリーグ最多)を挙げたほか、シーズン途中までは防御率ランキングの上位に顔を出すなど活躍し、オールスターゲームにも初選出され、プロ初の規定投球回に到達して左のエース投手に成長する。この年の西武は極端に左腕に弱かったことから優先的に登板。4勝を稼いだことで西武キラーと呼ばれるようになった。
2001年にはチーム最多の12勝を挙げてリーグ優勝に貢献するが、好投したかと思えば四死球連発で早々に自滅するなど、好不調の波が激しい安定感の無さに加え、相手打者との相性の良し悪しが明確だったために防御率5.89と課題が残る成績であった。2002年からオリックス・ブルーウェーブとの球団合併のため近鉄球団最終年となった2004年まで3年間は左腕投手の2桁勝利投手と規定投球回到達投手がいなかったため、前川は近鉄球団最後の左腕投手の2桁勝利投手及び規定投球回到達投手となった。ヤクルトスワローズとの日本シリーズではリーグ戦ではチームトップの勝ち星とイニング数を投げたがローテーション投手としては安定感が無いこともあり首脳陣の信頼度は低く、第1戦、第2戦と中継ぎでの登板となったが第4戦で先発すると6四球ながら5回1/3を投げて1失点と粘りの好投を見せ、打撃でも野手並の鋭い当たりを外野へ飛ばした。結果的に打線の不振と前川以外の投手陣の不振が響き、翌日の第5戦でもチームは敗れ、日本一を逃した。
2002年は防御率は改善されたもののなかなか勝ち星に恵まれず、チームが前年に続き優勝争いに加わったのにもかかわらず夏場以降は全く勝てなくなり9月には得意だったはずの対西武戦にまで打ち込まれるなど、22試合で4勝11敗と結果的に大きく負け越し、防御率も4.87の成績に終わった。このため、2年連続優勝を逃したフロントから「（V逸の）戦犯は、打が礒部で投が前川」と契約更改時に厳しい評価を受けた。
2003年3月30日の開幕第3戦のオリックス・ブルーウェーブ戦で先発して初登板を初勝利で飾ったが、4月6日の西武戦では5回1/3を投げて7失点と打ち込まれ、14日の西武戦ではさらに酷く初回に伊東勤に満塁ホームランを浴びるなど、わずか1/3回を投げて7失点と炎上するなど不振で二軍落ちとなる。一軍昇格後は中継ぎで登板して3勝したが、全体では16試合の登板で4勝2敗・防御率7.38と前年よりも更に不安定なシーズンとなってしまった。シーズンオフに川尻哲郎とのトレードで阪神タイガースへ移籍。その際、マスコミから「セ・リーグには打席がある」と質問された際、 「（近鉄でチームメイトでバッテリーを組んでいた）的山さん（的山哲也）より打率を残す」と発言し、当の的山はこの発言に不快感を露にした。

### 阪神時代
2004年の開幕前に来日したニューヨーク・ヤンキースとの親善試合で日本単独チーム初勝利の勝利投手となった。そして開幕ローテーション入りし、4月7日の横浜ベイスターズ戦で移籍後初登板初先発となったが5回7失点で打ち込まれたのを皮切りに、いずれも6回以上を投げ切れず、大きく打ち込まれ、序盤の3試合に先発しただけで二軍へ降格。その後は一軍へ上がれずシーズンを終えた。最終成績は3試合、0勝2敗。防御率10.05で6年ぶりに未勝利に終わった。この年に古巣の大阪近鉄バファローズが合併により消滅している。
2005年は開幕を二軍で迎えた。6月2日の福岡ソフトバンクホークス戦で中継ぎとしてシーズン初登板し1回を無失点に抑えると、5日後のオリックス戦に先発登板したが5四球を出し3回途中1失点で降板。結局この2試合の登板に終わり2年続けて未勝利に終わった。シーズンオフの11月24日に相木崇との交換トレードで古巣の合併先であるオリックス・バファローズへ移籍。前川にとっては半ば古巣への復帰となった。

### オリックス時代
2006年3月31日の北海道日本ハムファイターズ戦（スカイマークスタジアム）で移籍後初先発し、7回1失点の好投を見せるが打線の援護がなく敗戦投手となる。4月7日のソフトバンク戦に先発して近鉄時代の2003年以来3年ぶりの勝利を挙げる。その後も先発登板を重ねるが、この1勝以外には勝つことができず中継ぎで登板することもあった。最終的に24試合に登板し、1勝7敗・防御率4.37の成績に終わったが翌年以降の活躍が期待されていた。
2007年1月6日に大阪市内で自動車を運転中に在大阪韓国総領事館近くの横断歩道で自転車の女性と接触、女性は自転車から転倒し、首に全治1週間の怪我を負わせた。前川は本来なら当たらないといけない救護に当たらず、被害者女性と口論になった。事故を目撃した領事館警備の警察官が駆けつけ、免許証の提示を求められたところ逃走したため、これがひき逃げとされ1月7日に大阪府警南警察署に道路交通法違反（無免許、ひき逃げ）と業務上過失傷害の疑いで逮捕された。なお犯人は自動車ナンバーによって特定がされた。その頃二か所程度傷が車体に残っていたがその上にワックスを塗るなどの隠蔽工作まで行っていたという。
供述では「無免許がばれたら選手生命が絶たれると思い、怖くなって逃げた」とのことだが大阪府警はこれに対し「逃げなければ逮捕はなかったと思う」と述べた。
逮捕された際に、1998年に運転免許取得後にスピード違反などを繰り返し、2002年に運転免許を取り消されたままで運転していたことも判明したため、その日にオリックスから無期限謹慎処分を受けた。1月17日に起訴されて翌日に保釈されたものの、同日中に球団から選手契約の解除を通告され、1月19日付で自由契約選手公示された。保釈時に前川は反省の意を込めて丸坊主にしてマスメディアの前で謝罪した。この件に関しては、プロ野球関係者からも批判が相次ぎ、鈴木啓示（近鉄バファローズOB）、福留孝介（PL学園時代の先輩）、矢野輝弘（阪神時代のチームメイト）は前川の言動に苦言を呈した。

### オリックス退団後
4月23日の公判で前川は「反省しています。もう一度野球が出来れば、この反省を生かしたいです」と述べ、5月7日に大阪地方裁判所で開かれた判決公判で懲役2年、執行猶予4年の有罪判決を受けた。
2007年10月にドミニカ共和国へ渡り、ウィンターリーグに参加。12月2日に初勝利を挙げた。プレーオフの試合では敗戦投手となったものの、5回1失点と好投し、クリエイティヴ・アーティスツ・エージェンシーと契約。
2008年2月5日、ワシントン・ナショナルズとマイナー契約を結んだ。当初は招待選手として春季キャンプに参加予定だったが、ビザの取得が遅れたため契約とならず、結局NOMOベースボールクラブのグラウンドで練習を続けた。同年10月はドミニカのウィンターリーグに、11月から12月はベネズエラのウィンターリーグに参加した。同年11月、セントルイス・カージナルスのトライアウトに合格し、12月にマイナー契約を結んだ。
2009年8月にセントルイス・カージナルス傘下3Aのメンフィス・レッドバーズから戦力外通告を受けて退団。メンフィスでは18試合登板、1勝2敗、防御率5.08だった。同年11月、NPB12球団合同トライアウトに参加した。
2010年1月に前川の高校の先輩にあたる西田真二が率いる四国・九州アイランドリーグの香川オリーブガイナーズに入団。ローテーションの一角を担い、9月24日の対愛媛マンダリンパイレーツ戦では、リーグ史上2人目となるノーヒットノーランを達成するなど活躍し、13勝1敗・防御率1.36で最優秀防御率を獲得して前後期連覇に貢献。高知ファイティングドッグスとのチャンピオンシップでも2戦2勝で、リーグの年間MVPに選出された。同年11月、NPBの12球団合同トライアウトに2年連続で参加した。しかし獲得に名乗りをあげる球団はなく韓国プロ野球・SKワイバーンズの2010年秋季キャンプ（高知市）で入団テストを受けたが、こちらも不合格となった。
2011年も引き続き香川オリーブガイナーズでプレーしたが、同年7月15日付けで三重スリーアローズへ移籍することが発表された。香川からの退団は前川の意向で、リーグのウェーバー公示を経て三重への移籍が決まった。前川は移籍のコメントの中で、「最後の選手生活」と述べている。10月25日、三重を退団することが発表された。
三重退団以降の前川に関する報道は見られず、2024年時点で消息については依然不明のままである。

## 詳細情報

### 年度別投手成績
| 年 度      | 球 団      | 登 板 | 先 発 | 完 投 | 完 封 | 無 四 球 | 勝 利 | 敗 戦 | セ 丨 ブ | ホ 丨 ル ド | 勝 率 | 打 者 | 投 球 回 | 被 安 打 | 被 本 塁 打 | 与 四 球 | 敬 遠 | 与 死 球 | 奪 三 振 | 暴 投 | ボ 丨 ク | 失 点 | 自 責 点 | 防 御 率 | W H I P |
| ---------- | ---------- | ----- | ----- | ----- | ----- | -------- | ----- | ----- | -------- | ----------- | ----- | ----- | -------- | -------- | ----------- | -------- | ----- | -------- | -------- | ----- | -------- | ----- | -------- | -------- | ------- |
| 1997       | 近鉄       | 5     | 0     | 0     | 0     | 0        | 0     | 0     | 0        | --          | ----  | 26    | 5.0      | 7        | 0           | 6        | 0     | 0        | 6        | 0     | 0        | 8     | 8        | 14.40    | 2.60    |
| 1998       | 近鉄       | 1     | 0     | 0     | 0     | 0        | 0     | 0     | 0        | --          | ----  | 4     | 0.0      | 1        | 0           | 3        | 0     | 0        | 0        | 1     | 0        | 2     | 2        | ----     | ----    |
| 1999       | 近鉄       | 15    | 3     | 1     | 0     | 0        | 2     | 1     | 0        | --          | .667  | 154   | 33.1     | 27       | 1           | 28       | 1     | 1        | 27       | 2     | 0        | 21    | 19       | 5.13     | 1.65    |
| 2000       | 近鉄       | 33    | 27    | 8     | 1     | 0        | 8     | 13    | 0        | --          | .381  | 764   | 173.0    | 161      | 9           | 96       | 5     | 4        | 105      | 7     | 0        | 99    | 80       | 4.16     | 1.49    |
| 2001       | 近鉄       | 28    | 24    | 5     | 0     | 0        | 12    | 9     | 0        | --          | .571  | 633   | 140.2    | 140      | 19          | 85       | 0     | 14       | 84       | 13    | 0        | 95    | 92       | 5.89     | 1.60    |
| 2002       | 近鉄       | 22    | 22    | 2     | 0     | 0        | 4     | 11    | 0        | --          | .267  | 611   | 136.2    | 148      | 11          | 53       | 4     | 12       | 94       | 8     | 1        | 78    | 74       | 4.87     | 1.47    |
| 2003       | 近鉄       | 16    | 4     | 0     | 0     | 0        | 4     | 2     | 0        | --          | .667  | 213   | 42.2     | 55       | 2           | 30       | 2     | 5        | 39       | 5     | 0        | 35    | 35       | 7.38     | 1.99    |
| 2004       | 阪神       | 3     | 3     | 0     | 0     | 0        | 0     | 2     | 0        | --          | .000  | 73    | 14.1     | 18       | 3           | 10       | 0     | 3        | 14       | 1     | 0        | 16    | 16       | 10.05    | 1.95    |
| 2005       | 阪神       | 2     | 1     | 0     | 0     | 0        | 0     | 0     | 0        | 0           | ----  | 19    | 3.2      | 3        | 0           | 5        | 0     | 0        | 2        | 0     | 0        | 1     | 1        | 2.45     | 2.18    |
| 2006       | オリックス | 24    | 11    | 0     | 0     | 0        | 1     | 7     | 0        | 1           | .125  | 271   | 59.2     | 68       | 3           | 29       | 0     | 5        | 46       | 4     | 1        | 30    | 29       | 4.37     | 1.63    |
| 通算：10年 | 通算：10年 | 149   | 95    | 16    | 1     | 0        | 31    | 45    | 0        | 1           | .408  | 2768  | 609.0    | 628      | 48          | 345      | 12    | 44       | 417      | 41    | 2        | 385   | 356      | 5.26     | 1.60    |

- 各年度の太字はリーグ最高

### 表彰
NPB
- 月間MVP：1回 （投手部門：2001年3・4月）

### 記録
NPB初記録
- 初登板：1997年7月1日、対千葉ロッテマリーンズ15回戦（大阪ドーム）、9回表に4番手で救援登板・完了、1回3失点
- 初奪三振：同上、9回表に小坂誠から
- 初先発登板：1999年5月4日、対西武ライオンズ4回戦（大阪ドーム）、0/3回2失点で敗戦投手
- 初勝利・初先発勝利・初完投勝利：1999年9月23日、対西武ライオンズ27回戦（西武ドーム）、9回1失点
- 初完封勝利：2000年5月16日、対西武ライオンズ5回戦（大阪ドーム）
- 初ホールド：2006年8月1日、対北海道日本ハムファイターズ13回戦（京セラドーム大阪）、7回表2死に2番手で救援登板、1/3回無失点

NPBその他の記録
- オールスターゲーム出場：2回 （2000年、2001年）

### 独立リーグでの投手成績
以下の数値は四国アイランドリーグplusウェブサイト掲載の各シーズン選手成績による。
| 年 度     | 球 団     | 防 御 率 | 登 板 | 勝 利 | 敗 戦 | セ 丨 ブ | 完 投 | 完 封 | 無 四 球 | 投 球 回 | 打 者 | 被 安 打 | 被 本 塁 打 | 奪 三 振 | 与 四 球 | 与 死 球 | 失 点 | 自 責 点 |
| --------- | --------- | -------- | ----- | ----- | ----- | -------- | ----- | ----- | -------- | -------- | ----- | -------- | ----------- | -------- | -------- | -------- | ----- | -------- |
| 2010      | 香川      | 1.36     | 23    | 13    | 1     | 0        | 5     | 4     | 0        | 132.0    | 526   | 79       | 1           | 109      | 38       | 14       | 28    | 20       |
| 2011      | 香川      | 4.12     | 12    | 1     | 4     | 0        | 0     | 0     | 0        | 43.2     | 185   | 36       | 3           | 48       | 17       | 2        | 25    | 20       |
| 2011      | 三重      | 2.22     | 9     | 3     | 3     | 0        | 6     | 0     | 0        | 69.0     | 279   | 50       | 2           | 41       | 18       | 7        | 17    | 17       |
| '11計     | 三重      | 2.96     | 21    | 4     | 7     | 0        | 6     | 0     | 0        | 112.2    | 464   | 86       | 5           | 89       | 35       | 9        | 42    | 37       |
| 通算：2年 | 通算：2年 | 2.97     | 44    | 17    | 8     | 0        | 11    | 4     | 0        | 244.2    | 990   | 165      | 6           | 198      | 73       | 23       | 70    | 57       |

- 各年度の太字はリーグ最高

### ウィンターリーグでの投手成績
| 年 度      | 球 団      | 登 板 | 先 発 | 完 投 | 完 封 | 無 四 球 | 勝 利 | 敗 戦 | セ 丨 ブ | ホ 丨 ル ド | 勝 率 | 打 者 | 投 球 回 | 被 安 打 | 被 本 塁 打 | 与 四 球 | 敬 遠 | 与 死 球 | 奪 三 振 | 暴 投 | ボ 丨 ク | 失 点 | 自 責 点 | 防 御 率 | W H I P |
| ---------- | ---------- | ----- | ----- | ----- | ----- | -------- | ----- | ----- | -------- | ----------- | ----- | ----- | -------- | -------- | ----------- | -------- | ----- | -------- | -------- | ----- | -------- | ----- | -------- | -------- | ------- |
| 2007-2008  | ヒガンテス | 7     | 7     | 0     | 0     | 0        | 2     | 1     | 0        | --          | .667  | 119   | 29.2     | 19       | 2           | 10       | 0     | 3        | 19       | 1     | 0        | 9     | 6        | 1.82     | 0.98    |
| 2008-2009  | ヒガンテス | 2     | 2     | 0     | 0     | 0        | 0     | 2     | 0        | --          | .000  | 21    | 3.1      | 6        | 1           | 6        | 0     | 0        | 3        | 0     | 0        | 9     | 9        | 24.30    | 3.60    |
| 2008-2009  | カリベス   | 4     | 4     | 0     | 0     | 0        | 0     | 2     | 0        | --          | .000  | 64    | 12.2     | 12       | 2           | 15       | 0     | 2        | 12       | 0     | 5        | 9     | 9        | 6.39     | 2.13    |
| LIDOM：2年 | LIDOM：2年 | 9     | 9     | 0     | 0     | 0        | 2     | 3     | 0        | --          | .400  | 140   | 33.0     | 25       | 3           | 16       | 0     | 3        | 22       | 1     | 0        | 18    | 15       | 4.09     | 1.24    |
| LVBP：1年  | LVBP：1年  | 4     | 4     | 0     | 0     | 0        | 0     | 2     | 0        | --          | .000  | 64    | 12.2     | 12       | 2           | 15       | 0     | 2        | 12       | 0     | 5        | 9     | 9        | 6.39     | 2.13    |

### 背番号
- 28 （1997年 - 2003年、2010年 - 2011年7月14日）
- 25 （2004年 - 2005年）
- 38 （2006年）
- 17 （2011年7月15日 - 同年終了）

### 登録名
- 前川 克彦 （まえかわ かつひこ、1997年 - 1999年）
- 前川 勝彦 （まえかわ かつひこ、2000年 - 2011年）